# No More Sorrow in Me
No More Sorrow in Me ist eine seit 2015 aktive Funeral-Doom-Band.

## Geschichte
Das anonyme Projekt No More Sorrow in Me wird seit 2015 unterhalten. Die Band gibt keine Selbstauskünfte und verfügt über keinen Webauftritt. Die Gruppe veröffentlichte die Alben Lost und People of Dungeous zeitgleich im Jahr 2015 über Satanarsa Records. Beide Alben blieben international gering beachtet. Riccardo Veronese lobte für Das britische Webzine Doom-Metal.com Lost als eine „deprimierende Ambient-Meditation“, die dann das richtige sei sofern er sich in der angemessenen Stimmung hierfür befinde.

## Stil
Die von No More Sorrow in Me gespielte Musik wird als Ambient Funeral Doom kategorisiert. Das Label bewirbt die Musik hingegen „Raw Atmospheric Funeral Doom“. Die Band bediene sich einer Palette aus Funeral Doom, Drone Doom und Dark Ambient. Die Stücke seien „lang, langsam, unversöhnlich kalt und minimalistisch, mit weitgehend programmierten Instrumenten und begleitet von einem obskuren geflüsterten Gesang.“ Die Musik bediene sich diverser Samples und das Gitarrenspiel variiert zwischen fuzzy Sludge-Riffing und heller Leadinstrumentierung.

## Diskografie
- 2015: Lost (Album, Satanarsa Records)
- 2015: People of Dungeous (Album, Satanarsa Records)